# Teorema di Poincaré-Hopf
Nella matematica, il teorema di Poincaré–Hopf (anche conosciuto come formula dell'indice di Poincaré–Hopf) è un importante teorema utilizzato nella topologia differenziale. Il suo nome deriva da Henri Poincaré e Heinz Hopf.
Un caso speciale della formula è il teorema della palla pelosa, che semplicemente afferma che non esiste un campo vettoriale non nullo continuo tangente a una sfera.

## Enunciato
Sia {\displaystyle M} una varietà differenziabile di dimensione {\displaystyle n}, e {\displaystyle v} un campo vettoriale su {\displaystyle M}. Si supponga che {\displaystyle x} sia un punto critico isolato di {\displaystyle v}, e si fissino delle coordinate locali vicino a {\displaystyle x}. Sia D una palla chiusa centrata in {\displaystyle x}, tale che {\displaystyle x} sia l'unico zero di {\displaystyle v} in {\displaystyle D}. Successivamente si definisce l'indice di {\displaystyle v} in {\displaystyle x}, {\displaystyle \operatorname {index} _{x}(v)}, come il grado topologico della mappa {\displaystyle u:\partial D\rightarrow S^{n-1}} dalla frontiera di {\displaystyle D} alla (n-1)-sfera e data da {\displaystyle u(z)=v(z)/|v(z)|}.
Teorema. Sia {\displaystyle M} una varietà differenziabile compatta. Sia {\displaystyle v} un campo vettoriale su {\displaystyle M} con zeri isolati. Se {\displaystyle M} ha la frontiera, {\displaystyle v} deve essere diretto normalmente e uscente rispetto alla frontiera. Allora vale la seguente formula
{\displaystyle \sum _{i}\operatorname {index} _{x_{i}}(v)=\chi (M)\,}
dove la somma degli indici è su tutti gli zeri isolati di {\displaystyle v} e {\displaystyle \chi (M)} è la caratteristica di Eulero di {\displaystyle M}. Un corollario particolarmente utile è che un campo vettoriale che non si annulla mai implica che la caratteristica di Eulero è 0.
Questo teorema fu dimostrato in due dimensioni da Henri Poincaré e successivamente generalizzato da Heinz Hopf.

## Significato e importanza
La caratteristica di Eulero di una superficie chiusa è un concetto puramente topologico, mentre l'indice di un campo vettoriale è puramente analitico. Perciò, questo teorema stabilisce un profondo collegamento tra due aree della matematica apparentemente non correlate. È particolarmente interessante che la dimostrazione del teorema si basa fortemente sull'integrale, e in particolare sul teorema di Stokes, il quale afferma che l'integrale della derivata esterna di una forma differenziale è uguale all'integrale sulla frontiera di tale forma. Nel caso speciale di una varietà senza frontiera, è equivalente ad affermare che l'integrale è 0. Ma esaminando i campi vettoriali in un intorno sufficientemente piccolo di una "sorgente" o di un "pozzo", si nota che essi contribuiscono al totale con quantità intere (gli indici), e la loro somma totale deve essere zero. Questo risultato può essere considerato come uno dei primi di una lunga serie di teoremi che stabiliscono un legame profondo tra concetti geometrici e analitici o fisici, giocando un ruolo importante nello studio moderno di entrambi i campi.

## Schema della dimostrazione
1. Si immerge {\displaystyle M} in un qualche spazio euclideo di dimensione sufficiente (Usando il teorema di immersione di Whitney.)
2. Si prende un piccolo intorno di {\displaystyle M} nello spazio euclideo, {\displaystyle N_{\epsilon }}. Si estende il campo vettoriale a questo intorno in modo che abbia gli stessi zeri e stessi indici. Inoltre, ci si assicura che il campo vettoriale sulla frontiera di {\displaystyle N_{\epsilon }} sia diretto verso l'esterno.
3. La somma degli indici del vecchio (e nuovo) campo vettoriale è uguale al grado della mappa di Gauss dalla frontiera di {\displaystyle N_{\epsilon }} alla (n-1)-sfera. Quindi, la somma degli indici è indipendente dal reale campo vettoriale, e dipende solo dalla varietà {\displaystyle M}.
Tecnica: tagliare via tutti i punti critici del campo insieme a degli intorni piccoli. Quindi si utilizza il fatto che il grado di una mappa dalla frontiera di una varietà {\displaystyle n}-dimensionale a una (n-1)-sfera, che può essere estesa all'intera varietà {\displaystyle n}-dimensionale, è zero.
4. Infine, si riconosce che la somma degli indici è la caratteristica di Eulero. Per farlo, si costruisce uno specifico campo vettoriale su {\displaystyle M} usando una triangolazione di {\displaystyle M} grazie al quale è chiaro che la somma degli indici degli zeri è uguale alla caratteristica di Eulero della varietà.

## Generalizzazioni
È possibile definire l'indice di un campo vettoriale anche per zeri non isolati. Una costruzione di tale indice e una generalizzazione del teorema di Poincaré–Hopf sono delineate nella Sezione 1.1.2 di (Brasselet, Seade & Suwa 2009).